# Kellinghusenstraße (metropolitana di Amburgo)
Kellinghusenstraße è una stazione della metropolitana di Amburgo.